# Google Lively
Google Lively war eine webbasierte virtuelle Umgebung des Unternehmens Google Inc. Google betrat mit diesem Onlinedienst ein ähnliches Terrain wie die Plattform Second Life. Das Projekt existierte vom 9. Juli 2008 bis zum 31. Dezember 2008. Nähere Gründe für die relativ schnelle Beendigung wurden nicht genannt.
Google Lively wurde nur von Internet Explorer und Mozilla Firefox und den Betriebssystemen Windows Vista und Windows XP unterstützt und erforderte für eine sinnvolle Funktionsweise außerdem einen Breitband-Internetzugang.

## Eigenschaften
Die Oberfläche von Google Lively war an Comicstrips angelehnt. Bis zu 20 Personen konnten sich in einem virtuellen Raum aufhalten und miteinander chatten. Der Text erschien dabei in Sprechblasen über den Avataren. Die Benutzer konnten ihre eigenen virtuellen Umgebungen erschaffen und beispielsweise Videos aus YouTube oder Fotos aus Picasa an die Wände hängen. Jeder Raum konnte mit verschiedenen Kameraperspektiven erkundet werden.
Im Gegensatz zu Konkurrenz-Angeboten wie Second Life wurden in Google Lively bewusst weniger Funktionen eingebaut. So war beispielsweise das Kaufen bzw. Verkaufen von Produkten nicht möglich. Auch waren die einzelnen Räume nicht miteinander verbunden.